# Divisió de Bago
Bago és una divisió o província de Myanmar, amb uns 5.100.000 habitants (2007) i 39.404 km². Afronta al sud amb el golf de Martaban; a l'oest, les divisions de Rangoon i Ayeyarwady i l'estat Rakhine; al nord la divisió de Magwe i la de Mandalay; i a l'est els estats Kayin (Karen) i Mon. La seva capital és Pegu o Bago, amb una població de més de 200.000 habitants. Té port i estació ferroviària. Està al peu de les muntanyes Pegu Yoma. La divisió està dividida en quatre districtes: Districte de Bago, Districte de Pyay, Districte de Thayawady i Districte de Taungoo. Bago, és la capital i la quarta ciutat de Birmània.

## Història
Les llegendes locals diuen que hindús de Telingana van arribar a la costa de Birmània, habitada pels mons o peguans. La primera menció que es pot considerar històrica és la del singalès Alahdivanso, que parla d'una missió dirigida per Sono i Utaro enviada pel tercer concili budista del 244 aC a Suvarna-bhumi per estendre la fe budista; el delta del Irawadi va ser teatre de la lluita entra hinduistes i budistes que va durar uns quants segles fins que al segle viii fins que els budistes es van imposar. Els reis de Bago o Pegu van estendre els seus dominis i el 476 governaven tota la regió des de les muntanyes d'Arakan a l'oest fins a Salwin a l'est.
Segons la tradició el 573 dues princeses de Thaton van fundar Bago (Pegu) amb el nom de Hanthawady (llengua pāli: Hamsavati) a la riba d'un llac. La seva primera menció històrica la va fer l'àrab Ibn Khurradàdhbih vers 850 quan la capital dels mon era a Thanton. Va passar als birmans (bamar) del rei Anarawta de Pagan o Bagan el 1056, però a la caiguda del regne de Bagan davant els mongols el 1287, els mon van adquirir la independència.
Del 1369-1539, Hanthawady fou la capital del regne mon de Ramanadesa que abraçava tota la baixa Birmània. En el regnat de Nandaburin els arakanesos es van apoderar de Syriam.
El 1539 va passar altre cop als birmans quan fou annexionada pel rei Tabinshwehti de la dinastia de Taungoo que van convertir Bago en capital reial (1539-1599) i base per les seves invasions de Siam. Com a port fou visitat sovint pels europeus. La capital birmana es va traslladar a Innwa el 1634. El 1740 els mon talaings es van revoltar i van recuperar la independència però el rei birmà Alaungpaya va saquejar i destruir la ciutat i la independència mon el 1757.
Fou reconstruïda pel rei Bodawpaya (1782-1819) però llavors el riu va canviar el curs i va tallar la ciutat de la mar i ja nova recuperar la seva importància. Després de la segona guerra anglobirmana va passar als britànics el 1852. El 1862 es va crear la província de Birmania i la capital fou traslladada a Rangoon avui Yangon.
La divisió de Pegu formà part de la Baixa Birmània abraçant el territori entre l'Irauadi i el Sittang fins al golf de Martaban. Les muntanyes de Pegu (Pegu Yoma) a la part nord són l'única part muntanyosa i la resta és una plana fèrtil. La població era: 848.077 (1872), 1.215.923 (1881), 1.523.022 (1891) i 1.820.638 (1901).
La capital inicial fou Yangon i la formaven 5 districtes el 1901: Districte de Rangoon (ciutat), Districte d'Hanthawaddy (de vegades districte de Rangoon que era la capital fins al 1880), Districte de Thariawaddy, Districte de Pegu i Districte de Prome
Dels habitants del 1901, eren budistes 1.541.388, hinduistes 152.191, musulmans 65.534, cristians 38.374 i animistes 21.709; la resta eren altres (sikhs, jueus, etc.). Ètnicament 1.330.816 eren bamars, 103.420 karens i 78.576 mons. El 1901 hi havia 8 ciutats i 6.817 pobles, destacant Rangoon (234.881 habitants) i Prome (27.375). Pegu tenia menys de vint mil però era d'importància històrica com a capital dels talaings o mons; una altra ciutat d'importància històrica era Syriam a l'oest de Rangoon.

## Divisió de Bago (East) i divisió de Bago (West)
El 2001 apareix en un mapa oficial fraccionada en dues divisions.
La divisió de Bago (East), amb capital a Bago (Pegu) està formada pels districtes de Bago i Taungoo, amb els següents townships: Bago, Daik-U, Kawa, Kyaukkyi, Kyauktaga, Nyaunglebin, Oktwin, Phyu, Shwegyin, Tantabin, Taungoo, Thanatpin, Waw i Yedashe.
La divisió de Bago (West), amb capital a Pyay, està formada pels districtes de Pyay i Thayawady, amb els següents townships: Gyobingauk, Letpadan, Minhla, Monyo, Nattalin, Okpho, Padaung, Pauk Kaung, Paungde, Pyay, Shwedaung, Thayawady o Thayarwady, Thegon i Zigon.

## Nota
1. ↑  Mapa i dades en arxiu PDF